# إيلينغ كومون (محطة مترو أنفاق لندن)
إيلينغ كومون (بالإنجليزية: Ealing Common)‏ هي إحدى محطات مترو أنفاق لندن. تقع على خط ديستريكت وبيكاديلي أفتتحت في المنطقة (Zone) رقم 3 أفتتحت في 1 يوليو 1879.

## معرض صور

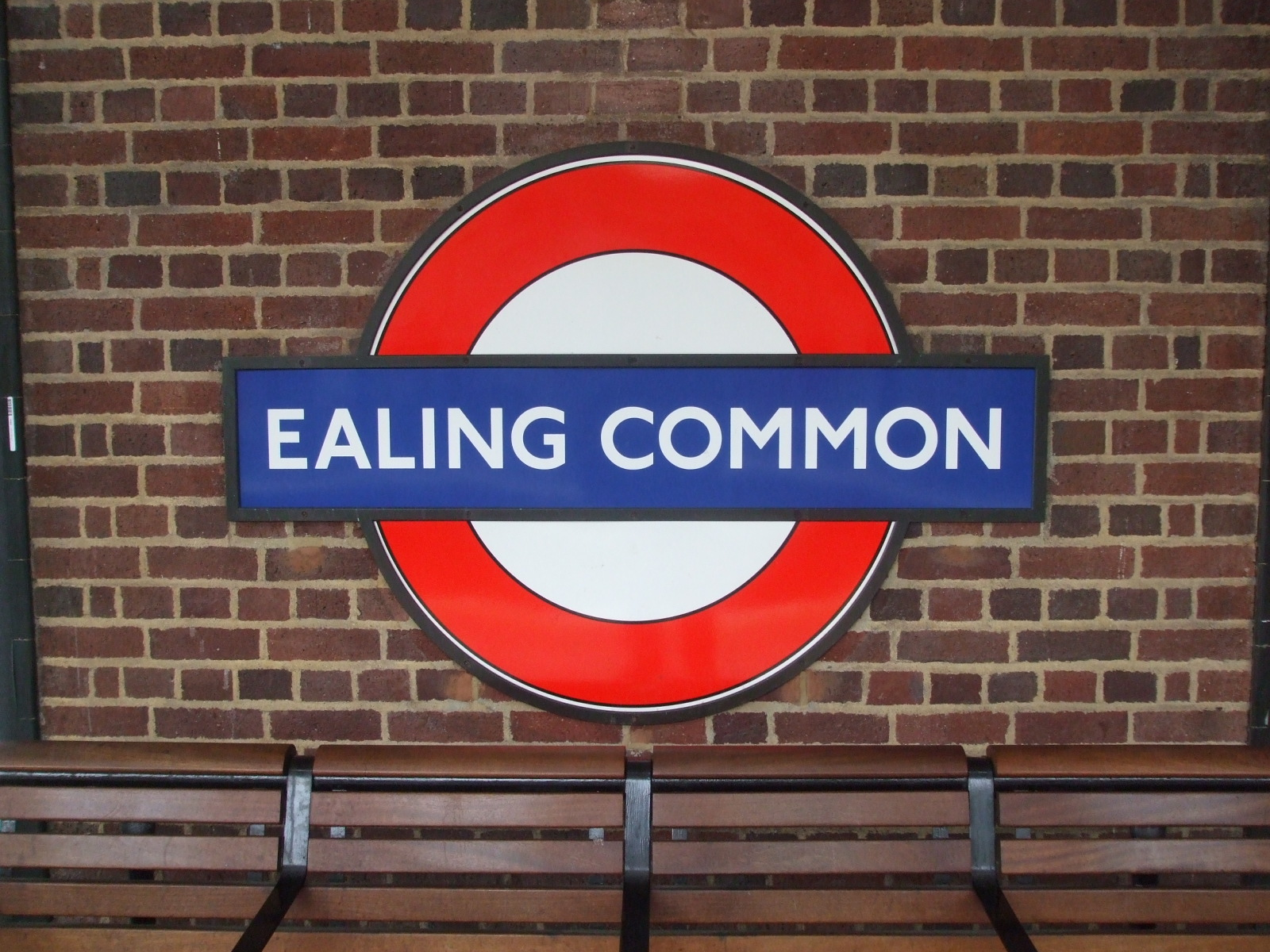
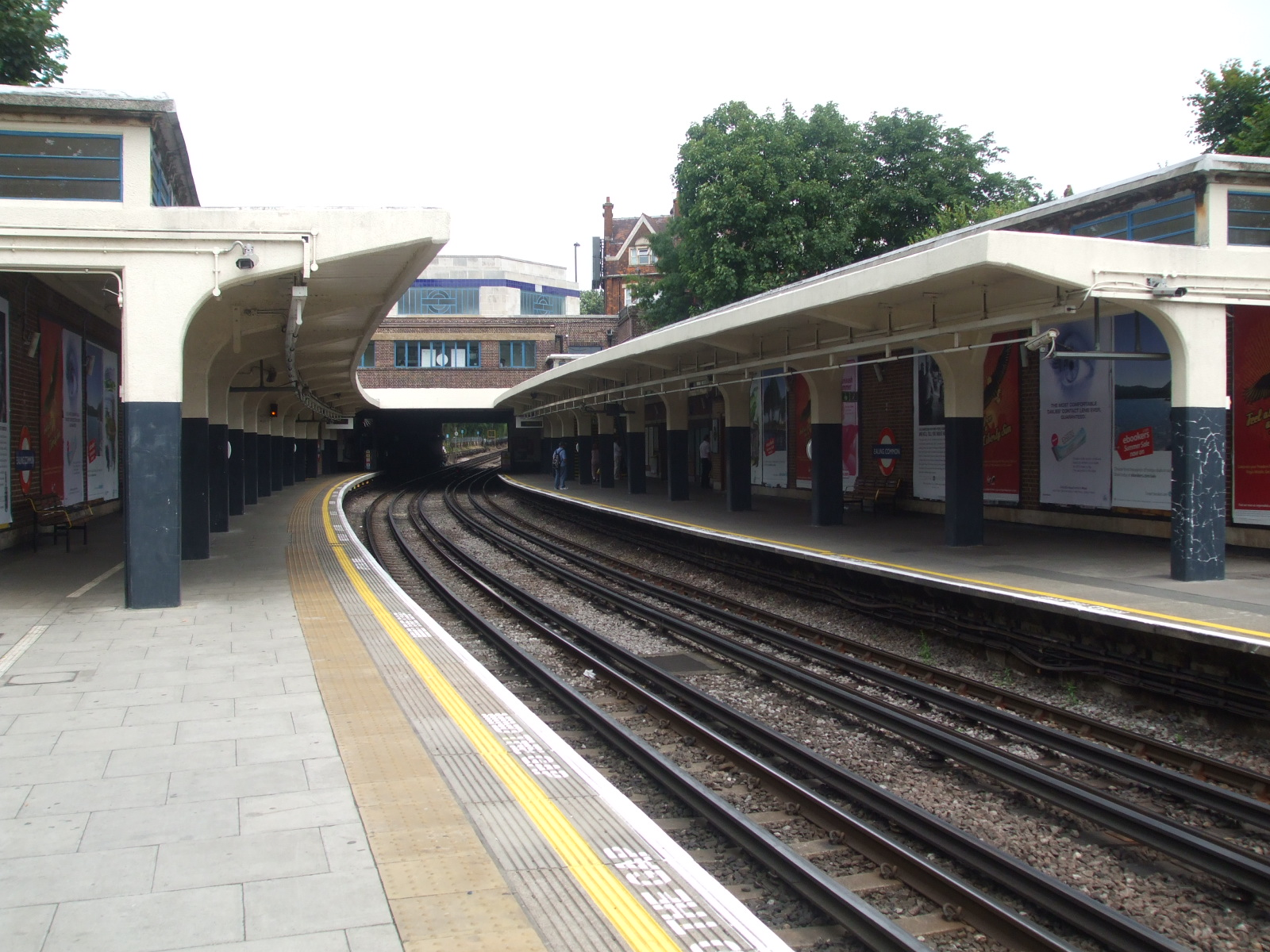
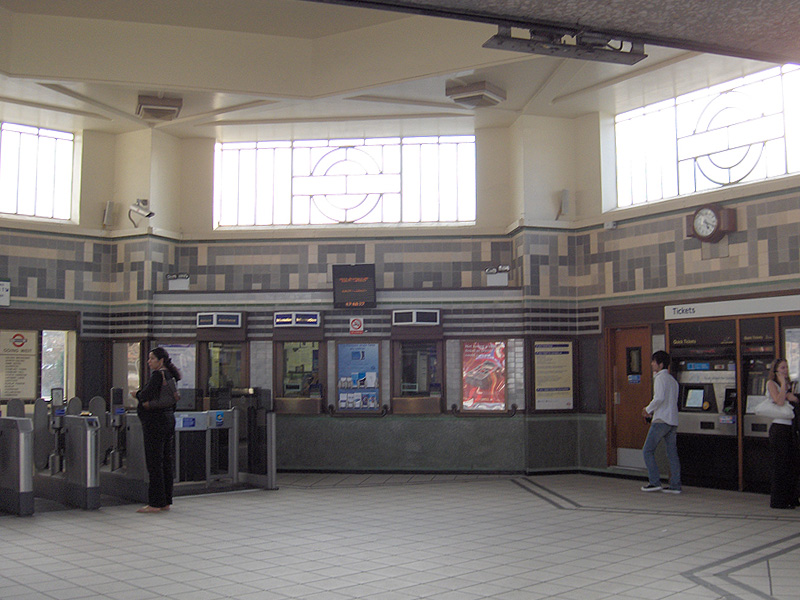
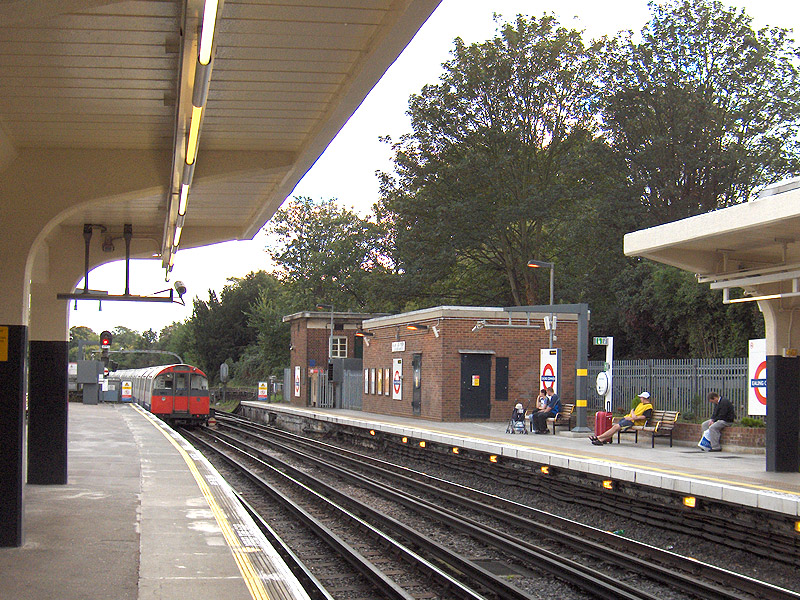